# Ostertagia
Ostertagia es un género de nematodos estrongílidos de a la familia Trichostrongylide. Son nematodos atenuados que se encuentran en forma de quiste en las paredes del abomaso de los rumiantes. Su nombre se debe al veterinario alemán Robert von Ostertag. La enfermedad asociada se conoce como ostertagiosis.

## Morfología
Tienen una coloración parduzca y poseen un esófago claviforme. Los machos miden de 7 a 9 mm. Tienen una bolsa copuladora en conjunto de lóbulos dorsales y apicales y espículas en forma de gancho trifurcado además de un gobernáculo. Las hembras miden 10 a 12 mm y poseen una vulva con pliegue. 

## Patogenicidad
Los nematodos del género Ostertagia tienen acción sobre las células funcionales de las glándulas gástricas. Ingieren el contenido abomasal reduciendo la producción ya que se ve afectado el metabolismo de las proteínas. Falla la conversión de pepsinógeno a pepsina y se pierde el efecto bacteriostático ruminal. El mayor daño y gravedad se genera en el momento que la larva sale de la glándula fúndica.
Existen descritos dos cuadros clínicos:
- Ostertagiosis tipo 1. La larva se introduce en las glándulas estomacales y permanece por 20-21 días, alcanzando su estado adulto y volviendo al lumen, su presentación es de alta morbilidad (75%) y baja mortalidad (0%).

- Ostertagiosis tipo 2. La larva permanece en interior de la glándula fúndica alrededor de 3 meses, manteniéndose hipobiótica y saliendo sincrónicamente una gran cantidad de parásitos, por lo que se genera un gran daño en poco tiempo a nivel de la mucosa, por lo general este cuadro se presenta en comienzos de primavera y es de una baja morbilidad (30%) pero alta mortalidad (20%) (en caso de no haberse hecho tratamiento preventivo).

## Especies
- Ostertagia antipini Matschulsky, 1950
- Ostertagia arctica Mitzkewisch, 1929
- Ostertagia buriatica Konstantinowa, 1933
- Ostertagia dahurica Orloff, Belowa & Gnedina, 1931
- Ostertagia drozdzi Jancev, 1977
- Ostertagia gruehneri Skrjabin, 1929
- Ostertagia kolchida Popova, 1937
- Ostertagia lasensis Asadov, 1953
- Ostertagia leptospicularis Asadov, 1953
- Ostertagia lyrataeformis (Drozdz, 1965)
- Ostertagia mossi Dikmans, 1931
- Ostertagia murmani Tachistov, 1940
- Ostertagia nemorhaedi Schults & Kadenatsii, 1950
- Ostertagia orloffi Sankin, 1930
- Ostertagia ostertagi (Stiles, 1892): Parasita en abomaso en bovino y raramente en ovinos.
- Ostertagia skrjabini (Schulz, Andreeva & Kadenatsii, 1954)
- Ostertagia trifurcata Ransom, 1907[2]
- Ostertagia volgaensis Tomskich, 1938